# Bütthard
Bütthard é um município da Alemanha, situado no distrito de Würzburgo, no estado da Baviera. Tem 36,26 km² de área, e sua população em 2019 foi estimada em 1.305 habitantes.